# Plaza Mayor (Albacete)
La plaza Mayor es una plaza histórica de la ciudad española de Albacete. 
Situada en pleno centro de la ciudad, en una de las zonas más comerciales y transitadas de la capital, albergó a lo largo de su historia importantes infraestructuras como el Ayuntamiento de Albacete, el mercado de abastos o la cárcel. Recibió varias denominaciones con el paso de los siglos: plaza Nueva, plaza de la Constitución y plaza Mayor, su nombre actual. 
La vida social de Albacete se centró en el entorno de la plaza desde el siglo XVI.

## Historia
Los orígenes de la plaza Mayor datan del siglo XVI, fruto del crecimiento de la ciudad. Fue inaugurada como plaza Nueva en la denominada «villa nueva», la zona nueva de la ciudad, que se distinguía de la ciudad antigua. Por entonces estaba fortificada y tenía su acceso por la puerta de la plaza, así como por varios espolones abiertos. La vida social de Albacete se centró en el entorno de la plaza desde el siglo XVI. 
Entre 1817 y 1879 se ubicó en la plaza el Ayuntamiento de Albacete. También acogió otras importantes infraestructuras de la ciudad como el mercado de abastos de Albacete (la lonja) o la cárcel. 
Tenía forma triangular hasta que, tras su ampliación en 1902, durante el mandato del alcalde Luis Martínez de la Ossa, cambió a su aspecto rectangular actual. La plaza estuvo presidida por una gran torre del reloj situada en el edificio de la Lonja.

## Características
La plaza Mayor es atravesada al norte por la calle Albarderos en dirección oeste-este y al este por la calle Carnicerías, en dirección norte-sur. Constituye la continuación entre las calles Mayor y Zapateros, dos de las calles más comerciales de la ciudad, por lo que es una plaza de tránsito elevado. 
Consta de una céntrica explanada peatonal en la que se desarrollan actividades culturales en esta zona histórica del centro de la ciudad. En el lugar que hoy en día ocupa el colegio público Villacerrada estaba situado el mercado de abastos de Albacete, también conocido como lonja.
Al oeste de la plaza se accede al túnel de Villacerrada, que discurre bajo el histórico barrio céntrico homónimo hasta llegar a la calle Caba.

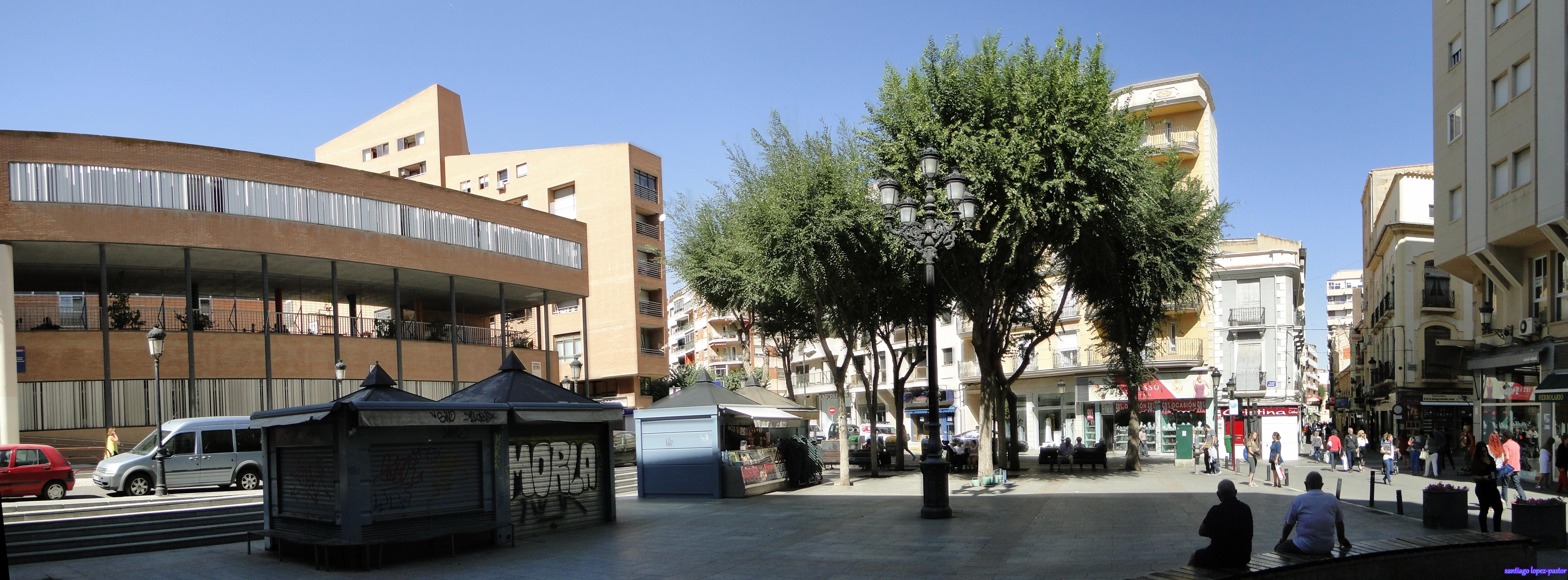
Vista panorámica de la plaza Mayor

## Cultura

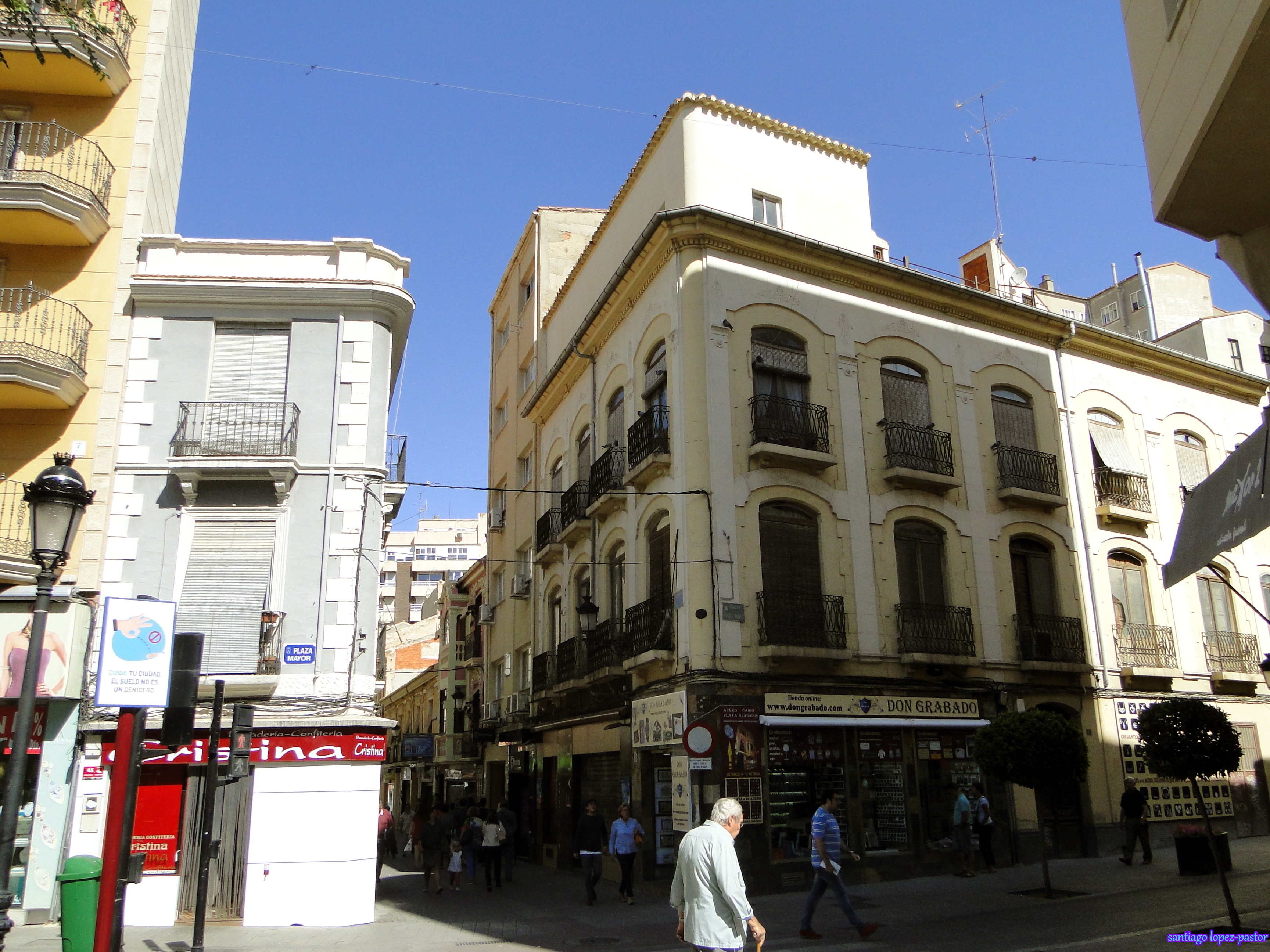
Edificios históricos en la plaza en el comienzo de la calle Zapateros

Los domingos por la mañana tiene lugar el rastro de Albacete, donde se venden monedas, sellos, libros y antigüedades.
En Navidad se celebra el Mercado Navideño de Albacete, en el que se pueden encontrar productos típicos de la época del año. Además se desarrollan numerosas actividades culturales.
En mayo tiene lugar el tradicional Mercado Medieval de Albacete, donde las calles se engalanan trasladando a la época medieval.